# Minuskuł 18
Minuskuł 18 (według numeracji Gregory-Aland), ε 1021 (von Soden) – rękopis Nowego Testamentu pisany minuskułą na pergaminie w języku greckim z XIV wieku. Przechowywany jest w Paryżu.

## Opis rękopisu
Kodeks zawiera tekst całego Nowego Testamentu, na 444 pergaminowych kartach (29 cm na 21 cm). Kolejność sekcji Nowego Testamentu: Ewangelie, Dzieje Apostolskie, Listy powszechne, Listy Pawła, Apokalipsa. Zawiera też księgi liturgiczne z żywotami świętych: synaksarion i menologium.
Tekst rękopisu pisany jest jedną kolumną na stronę, 23 linijek w kolumnie. Litery są wielkie.
Tekst Ewangelii dzielony jest według κεφαλαια (rozdziałów), których numery umieszczono na marginesie. W górnym marginesie umieszczono τιτλοι (tytuły) rozdziałów. Ponadto przed każdą z nich umieszczone zostały listy κεφαλαια (spis treści).
Tekst Pericope adulterae (Jan 7,53-8,11) oznakowany został przy pomocy obelisku jako wątpliwy.

## Tekst
Grecki tekst Ewangelii reprezentuje bizantyńską tradycję tekstualną. Aland zaklasyfikował go do kategorii V. Według Claremont Profile Method, tj. metody wielokrotnych wariantów, reprezentuje standardowy tekst bizantyński. Metodą tą przebadano jednak tylko dwa rozdziały Ewangelii Łukasza (1; 20).

## Historia
Według kolofonu rękopis sporządzony został w roku 1364, przez Nicephorusa Cannavusa z Konstantynopola. W 1687 roku kodeks został zakupiony w Konstantynopolu. Na listę rękopisów Nowego Testamentu wciągnął go Wettstein.
Rękopis badał Griesbach, Scholz, Paulin Martin, C.R. Gregory (1884), Reiche, oraz Hoskier (tylko Apokalipsę).
Obecnie przechowywany jest we Francuskiej Bibliotece Narodowej w Paryżu, pod numerem katalogowym Gr. 47.
Nie jest cytowany w krytycznych wydaniach greckiego Novum Testamentum Nestle–Alanda (NA26, NA27).